# Silvius Leopold Weiss

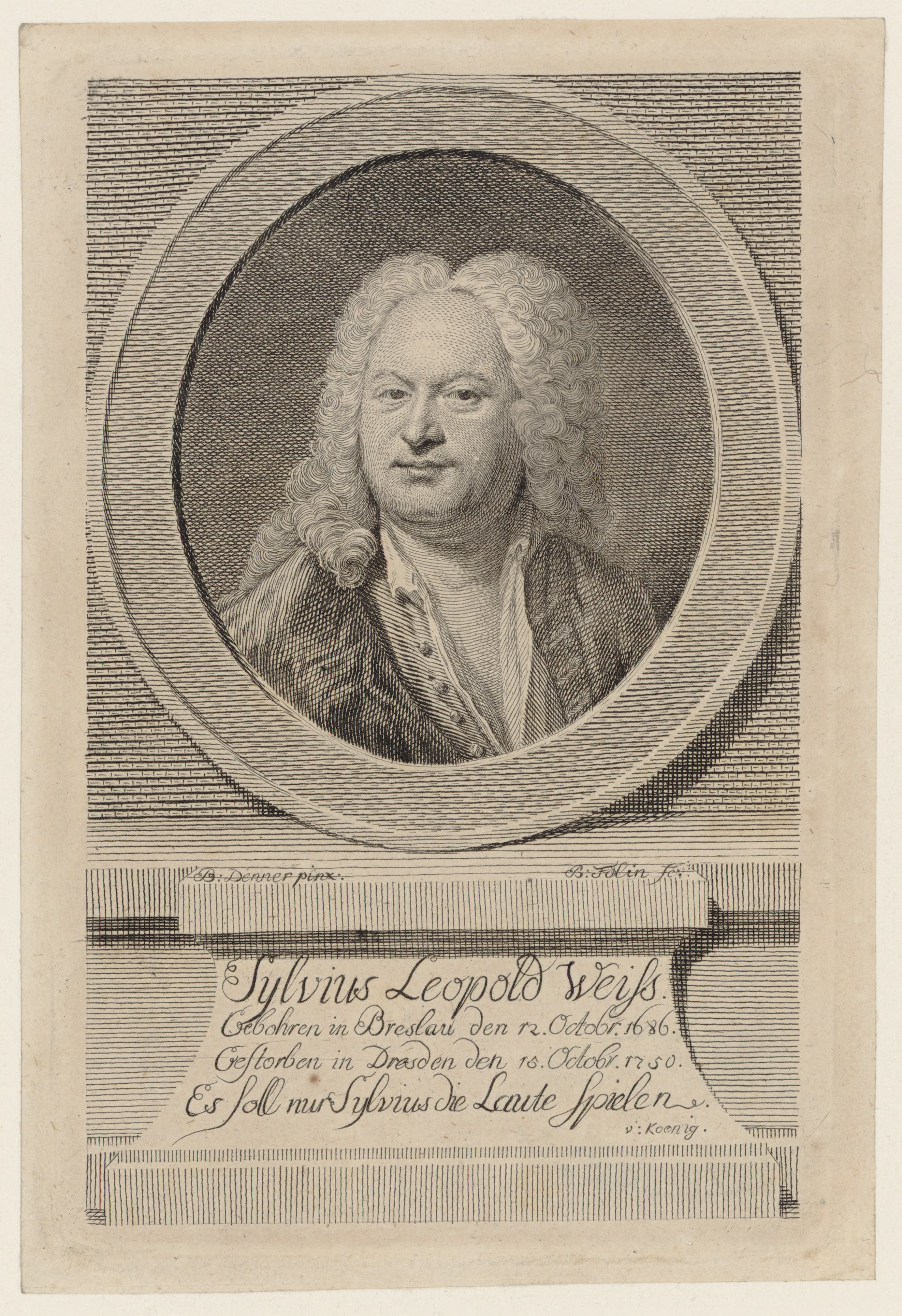
Sylvius Leopold Weiss.

Silvius Leopold Weiss (Breslau, Silesia -actual Breslavia en Polonia-, 12 de octubre de 1686 - Dresde, 16 de octubre de 1750) fue un compositor y laudista alemán del Barroco.

## Biografía
Fue el hijo del también músico y laudista Johann Jacob Weiss. Hasta hace poco se creía que había nacido en 1686, pero recientes investigaciones indican que el año de su nacimiento fue 1687 (cita necesaria). A los 7 años actuó ante el Emperador del Sacro Imperio Romano Germánico Leopoldo I de Habsburgo. En 1706 estaba al servicio del Conde Carlos III Felipe del Palatinado, que por aquel entonces residía en Breslavia.
Entre 1710 y 1714 estuvo en Roma bajo la protección del príncipe polaco Aleksander Benedykt Sobieski, hijo de Juan III Sobieski. Allí entró en contacto con Alessandro Scarlatti y su hijo Domenico Scarlatti que estaban al servicio de la madre del Príncipe Aleksander, la reina en el exilio María Casimira. 
El 23 de agosto de 1718 fue nombrado músico de cámara del Príncipe Elector de Sajonia Augusto. Allí permaneció gozando de una buena situación económica y profesional hasta su muerte.
Este puesto le dio la oportunidad de contactar con algunos de los mejores músicos de la época, entre ellos Johann Sebastian Bach, con quien interpretó obras de forma conjunta y llegó a gozar de gran amistad. También le obligaba a frecuentes viajes, como el que realizó entre finales de 1718 y principios de 1719 junto con otros doce músicos de la corte a Viena con motivo de la boda del Elector de Sajonia.

## Obra
Fue uno de los más importantes y prolíficos compositores para laúd de la historia de la música, y destacó también por su técnica de interpretación. Escribió unas 600 piezas para laúd, la mayoría de ellas sonatas, así como música de cámara y conciertos de los que sólo conocemos hoy las partes solistas. Weiss fue innovador en la técnica del laúd.
Puede ser considerado, tanto como instrumentista como compositor, como el laudista más relevante del barroco tardío, de tanta relevancia como Domenico Scarlatti o Johann Sebastian Bach. Dejó el mayor corpus de música para laúd de todo el barroco. La mayoría de las piezas que han sobrevivido se agrupan en sonatas de seis movimientos con la secuencia allemande-courante-bourrée-sarabande-minuet-gigue (o allegro).
Parece ser que mostró poco interés en publicar sus obras. Al igual que otros virtuosos, como Paganini, las utilizaba probablemente para un uso personal exclusivo.

## Discografía
- Ars Melancholiae - Sylvius Leopold Weiss: Música para laúd - José Miguel Moreno - Glossa
- Weiss: Sonatas for Lute, 10 volúmenes - Robert Barto - Naxos
- Weiss, S. L.: The Silesian Master of Lute - Jakob Lindberg - BIS
- Weiss: Ouverture and Suites - Konrad Junghaenel - EMI
- Silvius Leopold Weiss: Partitas pour luth - Hopkinson Smith - Auvidis
- Bach & Weiss: Music for lute, violin and violoncello - Lutz Kirchhof - Sony
- Silvius Leopold Weiss: Lute music from Grüssau manuscript - Jerzy Zak
- Silvius Leopold Weiss: Le masnucrit de Londres, 12 volúmenes - Michel Cardin
- Silvius Leopold Weiss: Musica per liuto - Francesco Romano - Amadeus
- Silvius Leopold Weiss: Pièces de luth - Hopkinson Smith - Auvidis
- Silvius Leopold Weiss: Lute Works - Lutz Kirchhof
- Silvius Leopold Weiss: Sonatas played on the unique 1590 Sixtus Rauwolf lute - Jakob Lindberg